# Baradadivi
Baradadivi (en népalais : बरडादेवी) est un comité de développement villageois du Népal situé dans le district d'Achham. Au recensement de 2011, il comptait 4 452 habitants.